# Chambéry métropole
Chambéry métropole est une ancienne communauté d'agglomération française, située dans le département de la Savoie en région Rhône-Alpes.
Malgré sa dénomination, cette structure intercommunale ne constituait pas une métropole au sens de la réforme des collectivités territoriales françaises et de l'acte III de la décentralisation.

## Historique
Chambéry métropole était la quatrième forme prise par l'intercommunalité chambérienne.
Se sont ainsi succédé les établissements publics de coopération intercommunale suivant :
- Syndicat intercommunal d'assainissement et d'urbanisme de la région de Chambéry (SIAURC), du 16 février 1957 à 1978.
- Syndicat intercommunal de l'agglomération chambérienne (SIAC), de 1978 au 31 décembre 1994.
- District urbain de la Cluse de Chambéry (DUCC), du 1er janvier 1995 au 27 décembre 1999.
- Chambéry métropole, du 28 décembre 1999[2] au 31 décembre 2016.

La communauté d'agglomération Chambéry métropole rassemblait à sa création 15 communes : Barberaz, Barby, Bassens, Challes-les-Eaux, Chambéry, Cognin, Jacob-Bellecombette, La Motte-Servolex, La Ravoire, Saint-Alban-Leysse, Saint-Baldoph, Saint-Jeoire-Prieuré, Sonnaz, Verel-Pragondran et Vimines.
Une seizième commune, Saint-Jean-d'Arvey, les a rejoints le 1er janvier 2002.
Le 15 septembre 2005, le conseil communautaire a approuvé à l'unanimité l'adhésion de 8 communes supplémentaires, portant ainsi leur nombre à 24 à compter du 1er janvier 2006 : Curienne, Les Déserts, Montagnole, Puygros, Saint-Cassin, Saint-Sulpice, Thoiry et La Thuile.
Elle regroupait 24 communes situées autour de la ville-centre de Chambéry et était la plus peuplée du département avec près de 125 000 habitants en 2012.
La communauté d'agglomération fusionne avec la communauté de communes du cœur des Bauges par arrêté préfectoral qui prend effet le 1er janvier 2017 et l’ensemble prend le nom de communauté d’agglomération Chambéry métropole - Cœur des Bauges puis Grand Chambéry.

## Territoire communautaire

### Géographie

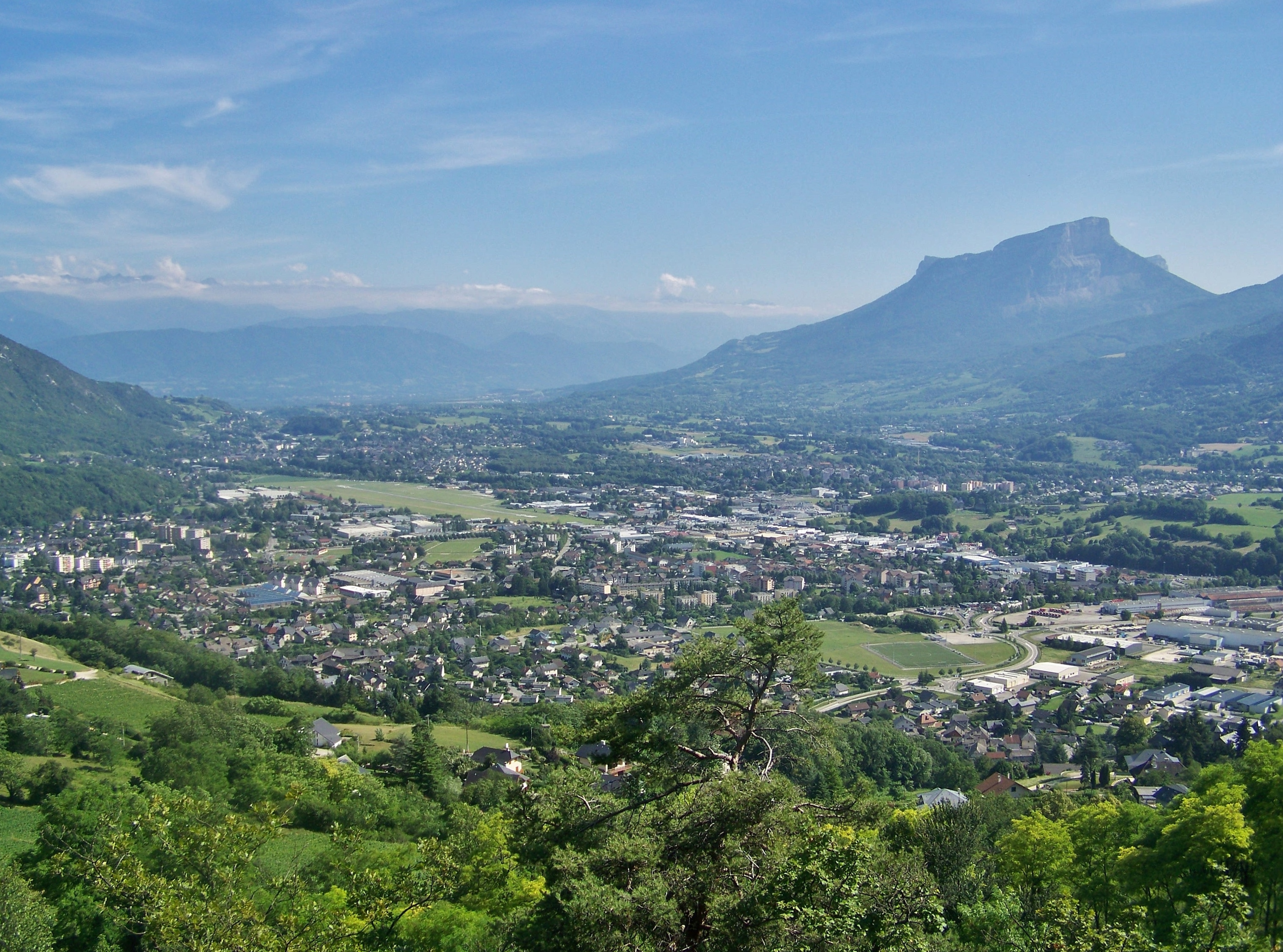
Communes du sud de l'agglomération.

La communauté d'agglomération Chambéry Métropole se situait à l'est de la Chaîne de l'Épine, au sud du Lac du Bourget et de la Chaîne du Revard, à l'ouest du Massif des Bauges et au nord de la chaîne de Belledonne et du massif de la Chartreuse. Elle se trouvait au cœur du Sillon alpin tout en comportant des communes membres des parcs naturels régionaux de Chartreuse et des Bauges.
Le territoire de l'agglomération s'étendait  sur 26 307 hectares (263,07 km2) et son altitude varie entre 232 mètres à La Motte-Servolex et 1 845 mètres sur la commune de Les Déserts.

### Composition
La communauté d'agglomération regroupait les 24 communes suivantes :
| Nom                  | Code Insee | Gentilé             | Superficie (km2) | Population (dernière pop. légale) | Densité (hab./km2) |
| -------------------- | ---------- | ------------------- | ---------------- | --------------------------------- | ------------------ |
| Chambéry (siège)     | 73065      | Chambériens         | 20,99            | 59 490 (2014)                     | 2 834              |
| Barberaz             | 73029      | Barberaziens        | 3,79             | 4 617 (2014)                      | 1 218              |
| Barby                | 73030      | Barbysins           | 2,48             | 3 326 (2014)                      | 1 341              |
| Bassens              | 73031      | Bassinots           | 3,11             | 4 012 (2014)                      | 1 290              |
| Challes-les-Eaux     | 73064      | Challésiens         | 5,65             | 5 229 (2014)                      | 925                |
| Cognin               | 73087      | Cognerauds          | 4,48             | 6 027 (2014)                      | 1 345              |
| Curienne             | 73097      | Curiennais          | 8,55             | 673 (2014)                        | 79                 |
| Les Déserts          | 73098      | Désertiers          | 33,59            | 764 (2014)                        | 23                 |
| Jacob-Bellecombette  | 73137      | Jacobins            | 2,47             | 3 861 (2014)                      | 1 563              |
| Montagnole           | 73160      | Montagnolais        | 11,30            | 830 (2014)                        | 73                 |
| La Motte-Servolex    | 73179      | Motterains          | 29,85            | 11 726 (2014)                     | 393                |
| Puygros              | 73210      | Puygrolains         | 10,34            | 383 (2014)                        | 37                 |
| La Ravoire           | 73213      | Ravoiriens          | 6,82             | 8 032 (2014)                      | 1 178              |
| Saint-Alban-Leysse   | 73222      | Saint-Albanais      | 8,40             | 5 692 (2014)                      | 678                |
| Saint-Baldoph        | 73225      | Saint-Bardolains    | 6,24             | 2 883 (2014)                      | 462                |
| Saint-Cassin         | 73228      | Saint-Cassinois     | 14,79            | 765 (2014)                        | 52                 |
| Saint-Jean-d'Arvey   | 73243      | Sangerains          | 13,01            | 1 703 (2014)                      | 131                |
| Saint-Jeoire-Prieuré | 73249      | Saint-Jeoriens      | 5,34             | 1 296 (2014)                      | 243                |
| Saint-Sulpice        | 73281      | Sorpesais           | 8,82             | 789 (2014)                        | 89                 |
| Sonnaz               | 73288      | Sonnaziens          | 6,79             | 1 756 (2014)                      | 259                |
| Thoiry               | 73293      | Thoirzans           | 17,75            | 461 (2014)                        | 26                 |
| La Thuile            | 73294      | Thuillards          | 18,26            | 327 (2014)                        | 18                 |
| Verel-Pragondran     | 73310      | Devrai-Gondragniers | 6,53             | 445 (2014)                        | 68                 |
| Vimines              | 73326      | Vimenais            | 14,23            | 1 940 (2014)                      | 136                |

### Démographie

#### Évolution démographique
| 1968   | 1975   | 1982   | 1990    | 1999    | 2010    | 2013    | 2014    |
| ------ | ------ | ------ | ------- | ------- | ------- | ------- | ------- |
| 79 777 | 92 673 | 99 602 | 106 682 | 115 256 | 122 671 | 125 778 | 127 027 |

#### Pyramide des âges
| Hommes | Classe d’âge | Femmes |
| ------ | ------------ | ------ |
| 0,4    | 90 ans ou +  | 1,2    |
| 6,4    | 75 à 89 ans  | 9,7    |
| 13,0   | 60 à 74 ans  | 14,1   |
| 19,4   | 45 à 59 ans  | 19,9   |
| 20,5   | 30 à 44 ans  | 18,8   |
| 21,3   | 15 à 29 ans  | 20,1   |
| 18,9   | 0 à 14 ans   | 16,2   |

| Hommes | Classe d’âge | Femmes |
| ------ | ------------ | ------ |
| 0,3    | 90 ans ou +  | 1,1    |
| 6,1    | 75 à 89 ans  | 9,4    |
| 13,0   | 60 à 74 ans  | 14,1   |
| 21,1   | 45 à 59 ans  | 20,4   |
| 21,5   | 30 à 44 ans  | 20,6   |
| 18,8   | 15 à 29 ans  | 16,9   |
| 19,2   | 0 à 14 ans   | 17,5   |

## Politique et administration

### Statut
Le regroupement de communes était une communauté d'agglomération.

### Siège
Chambéry Métropole avait son siège à Chambéry, 106 allée des Blachères

### Élus
La communauté de communes est administrée par son conseil communautaire, composé , à compter des élections municipales de 2024, de  24 conseillers municipaux représentant chacune des  communes membres de la manière suivante en fonction de leur population :
- 29 délégués pour Chambéry ;
- 6 délégués pour La Motte-Servolex ;
- 4 délégués pour  La Ravoire ;
- 3 délégués pour  Barberaz, Challes-les-Eaux, Cognin et Saint-Alban-Leysse ;
- 2 délégués pour  Barby, Bassens, Jacob-Bellecombette, Saint-Baldoph, Saint-Jean-d'Arvey, Saint-Jeoire-Prieuré, Sonnaz et Vimines ;
- 1 délégué et son suppléant pour Curienne, Les Déserts, Montagnole, Puygros, Saint-Cassin, Saint-Sulpice, Thoiry, La Thuile et Verel-Pragondran.

Après les élections municipales de 2014 en Savoie, le conseil communautaire renouvelé a élu son nouveau président,  Xavier Dullin, conseiller municipal de Chambéry et conseiller régional d'Auvergne-Rhône-Alpes.

### Liste des présidents
| Période                                  | Période | Identité         | Étiquette | Qualité |
| ---------------------------------------- | ------- | ---------------- | --------- | --- |
| Les données manquantes sont à compléter. |         |                  |           | |
| 1957                                     | 1977    | Jean Blanc       | CDS       | maire de La Ravoire, président du SIAURC |
| 1977                                     | 1978    | Louis Besson     | PS        | maire de Barby, assure la transition entre le SIAURC et le SIAC, d'avril 1977 à décembre 1978 |
| 1978                                     | 1983    | Jean Fressoz     | DVG       | maire de Cognin, président du SIAC |
| 1983                                     | 1985    | Michel Maurin    | RPR       | maire de Challes-les-Eaux, président du SIAC puis du DUCC |
| 1985                                     | 2001    | Marius Pillet    | DVD       | maire de Saint-Alban-Leysse, président du DUCC puis de Chambéry métropole |
| 2001                                     | 2004    | Thierry Repentin | PS        | deuxième adjoint au maire Chambéry, élu avec 41 voix contre 30 à Marius Pillet, maire de Saint-Alban-Leysse. Thierry Repentin ayant été élu sénateur le 26 septembre 2004 et étant également conseiller général, il a renoncé à ses mandats d'adjoint au maire de Chambéry et donc de président de Chambéry métropole le 21 décembre 2004. La présidence par intérim a été assurée par Marius Pillet, premier vice-président |
| 2005                                     | 2014    | Louis Besson     | PS        | maire de Chambéry, élu le 15 février 2005 avec 40 voix contre 39 à Patrick Mignola (UDF), maire de La Ravoire. Le 14 avril 2008, Louis Besson est réélu pour un nouveau mandat par 50 voix contre 45 |
| 2014                                     | 2016    | Xavier Dullin    | UMP       | conseiller régional Rhône Alpes, élu le 22 avril 2014 avec 59 voix contre 16 bulletins blancs |

### Compétences
Les principales compétences de Chambéry métropole étaient :
- l'eau (distribution et assainissement)
- les déchets (collecte, recyclage, compostage, incinération)
- les transports (transports en commun, facilitation du cyclisme urbain). Le réseau d'autobus est exploité sous la marque STAC (Service de transport de l'agglomération chambérienne) par une société concessionnaire. Les actions en faveur des déplacements à vélo sont la réalisation de voies cyclables et d'une vélostation, gérée par l'agence Écomobilité

Chambéry métropole s'occupait également :
- de certains équipements de loisirs (piscine, patinoire)
- du développement économique
- de la politique de la ville
- de l'habitat
- de l'environnement

### Régime fiscal et budget
La communauté d'agglomération était un établissement public de coopération intercommunale à fiscalité propre.
Afin de financer l'exercice de ses compétences, l'intercommunalité perçoit, comme toutes les communautés d'agglomération, la fiscalité professionnelle unique (FPU) – qui a succédé à la taxe professionnelle unique (TPU) – et assure une péréquation de ressources.
Elle percevait également la taxe d'enlèvement des ordures ménagères (TEOM), fiscalité qui finance ce service public.

### Identité visuelle
| Logotype de Chambéry Métropole. | La Communauté d'agglomération Chambéry Métropole s’est dotée d’un logotype. |

## Réalisations
Conformément aux dispositions légales, une communauté d'agglomération a pour objet d'associer « au sein d'un espace de solidarité, en vue d'élaborer et conduire ensemble un projet commun de développement urbain et d'aménagement de leur territoire ».

## Pour approfondir